# Deutsche Gesellschaft für Pflegewissenschaft
Die Deutsche Gesellschaft für Pflegewissenschaft e. V. (DGP) ist eine 1989 gegründete Fachgesellschaft zur Entwicklung und Förderung der Pflegewissenschaft und Pflegeforschung in Deutschland. Die DGP trug wesentlich zur Akademisierung sowie der wissenschaftlichen Entwicklung der Pflege und der Positionierung der Pflegewissenschaft innerhalb der Sozialwissenschaften bei.

## Zielsetzung und Tätigkeiten
Die Zielsetzung der DGP wird in der Satzung festgelegt:

„… die Pflegewissenschaft und -forschung zu fördern, dazu insbesondere den wissenschaftlichen Diskurs in der Disziplin zu unterstützen und methodologischen Pluralismus zu gewährleisten sowie Ergebnisse der Allgemeinheit zur Verfügung zu stellen.“

Die DGP versteht sich als wissenschaftliche Fachgesellschaft und ist als gemeinnützig anerkannt.
Zu ihren Tätigkeiten gehört die Organisation wissenschaftlicher Konferenzen, die Veröffentlichung und Verbreitung pflegewissenschaftlicher Ergebnisse und Informationen in der vereinseigenen peer-reviewten Zeitschrift Pflege & Gesellschaft im Juventa-Verlag, sie leistet Übersetzungen wissenschaftlicher Artikel aus anderen Sprachen und finanziert Forschungsprojekte ihrer Mitglieder. Dabei wird die inhaltliche Arbeit in sogenannten Sektionen geleistet, die bestimmten Themenkomplexen gewidmet sind. Seit 2016 ist die DGP Mitglied der AWMF (Arbeitsgemeinschaft der Wissenschaftlichen Medizinischen Fachgesellschaften). Seither war die Gesellschaft an der Erstellung von 21 Leitlinien der AWMF beteiligt. Im Dezember 2020 erschien die erste Leitlinie, bei deren Erstellung die DGP federführend war: „Häusliche Versorgung, soziale Teilhabe und Lebensqualität bei Menschen mit Pflegebedarf im Kontext ambulanter Pflege unter den Bedingungen der COVID19-Pandemie – Living Guideline“. Leitlinienkoordinatorin der DGP ist die Pflegewissenschaftlerin Erika Sirsch, stellvertretende Vorstandsvorsitzende der DGP. Inzwischen (Juni 2025) bestehen weitere Mitgliedschaften, so im Deutschen Pflegerat (DPR), im Deutschen Netzwerk für Versorgungsforschung (DNVF) sowie in der Deutschen Gesellschaft für Public Health e. V. (DGPH).

## Sektionen
Die DGP umfasst mehrere Sektionen, die sich thematisch mit Teilbereichen der Pflegewissenschaft und -forschung auseinandersetzen:
- Historische Pflegeforschung (Gründung 1991 auf der 3. Mitgliederversammlung, als erster Sektion des Vereins)[7]: Etablierung der pflegehistorischen Forschung in der Pflegewissenschaft, Erhaltung und Bereitstellung pflegehistorischer Informationen in der Dokumentationsstelle Pflege und dem Hilde-Steppe-Archiv. Diese Sektion ist die einzige heute noch aktive Sektion aus Gründertagen.[8]
- Critical Care Nursing (Pflege des kritisch kranken Menschen, Gründung 2000): Weiterentwicklung der Pflegepraxis, Beratung, Anleitung und Schulung insbesondere der Copingstrategien, Sammlung wissenschaftlicher Erkenntnisse zur Integration in den patientenorientierten Pflegealltag, Entwicklung Leitlinien, Standards, Richtlinien und Assessmentinstrumenten und deren Evaluation
- Bildung (Gründung im Oktober 2003): Schwerpunkte sind die Positionsbestimmung des Berufsfeldes Pflegepädagogik und die universitäre Ausbildung in der Pflege, Bildungstheorie, Pflegedidaktik, Berufspolitik und Bildungspraxis.
- Ethik (Gründung 1997)/ Ethikkommission in der DGP (Gründung 2005): Schwerpunkte sind Fragestellungen aus der beruflichen Ethik und die ethische Beurteilung der Pflegeforschung.
- Forschungsmethoden: Schwerpunkte sind die Entwicklung und Anwendung von qualitativen und quantitativen Forschungsmethoden und die Weiterentwicklung pflegewissenschaftlicher Forschungsmethoden
- Onkologische Pflegeforschung (Gründung November 2005): Forum für den wissenschaftlichen Diskurs onkologischer Pflege- und Gesundheitsforschung, Theorie-Praxis-Transfer, Entwicklung von evidenzbasierten Pflegekonzepten für Patienten in der Onkologie.
- Beratung, Information und Schulung in der Pflege (Gründung 2006): Schwerpunkte sind der wissenschaftliche Diskurs sowie Förderung und Entwicklung der Information, Schulung und Beratung von Patienten und ihren Angehörigen.
- Pflegephänomene (Gründung September 2006): Sammlung von Forschungsergebnissen aus der klinischen Pflegeforschung und Forschungserfordernissen aus den untergeordneten Arbeitsgruppen, beispielsweise der AG Pflegephänomen Inkontinenz
- Entwicklung und Folgen von Technik und Informatik in der Pflege: (Gründung Februar 2010) Auseinandersetzung mit den vielfältigen technischen Entwicklungen für die Pflege und Pflegewissenschaft unter Berücksichtigung ethischer Aspekte, die sich durch den Technikeinsatz in der Pflege ergeben können.
- Dissemination und Implementierung (Gründung Februar 2012): Entwicklung, Untersuchung und Evaluation von Implementierungsmethoden sowie von Theorien und Modellen, die das komplexe Zusammenspiel der multiplen Faktoren zu erklären suchen, Analyse von sozialpolitischen Impulsen und Entscheidungen sowie ihres Einflusses auf Disseminations- und Implementierungsstrategien, Identifikation geeigneter Ergebnismaße sowie Entwicklung und Untersuchung entsprechender Messinstrumente und Methoden.
- Hochschulische Pflegeausbildung (Gründung 2017): Gründung geschah aus Anlass der im Pflegeberufereformgesetz vorgesehenen Schaffung der Hochschulischen Pflegeausbildung als Regelausbildungsweg (ab 2020).
- Nachwuchs Pflegewissenschaft (Gründung 2019): Die Sektion hat es sich zum Ziel gesetzt, jungen Nachwuchswissenschaftlern die Möglichkeit zu Vernetzung, Erfahrungsaustausch und gemeinsamer Zusammenarbeit zu bieten. Zielgruppe der neuen Sektion sind Studierende (Bachelor, Master), Doktoranden und Nachwuchswissenschaftler an Universitäten und Hochschulen.
- Planetary Health (gegründet am 1. März 2024): Beschäftigung mit pflegerischen Herausforderungen im globalen Kontext.
- Theoriebildung (2024 als Arbeitsgruppe ins Leben gerufen, 2025 geplante Umwandlung in eine Sektion).

### Aufgelöste Sektionen
- Hochschullehre Pflegewissenschaft (Gründung 1996) Entwicklung des Faches Pflegewissenschaften an den Hochschulen und Etablierung der Pflegewissenschaft in der Bildungslandschaft der Pflege.

## Geschichte
Bis Ende der 1980er Jahre existierte in der Bundesrepublik Deutschland, im Gegensatz zu anderen Industrienationen, kein Regelstudiengang oder Forschungsinstitut aus dem Bereich der professionellen Pflege. Um diesen Zustand zu beheben und den Anschluss an die deutlich fortschrittlichere, insbesondere anglo-amerikanische Pflegewissenschaft zu finden, gründete die „Ständige Konferenz der Weiterbildungsinstitute für leitende und lehrende Pflegepersonen“ am 10. Mai 1989 den Deutschen Verein zur Förderung von Pflegewissenschaft und -forschung, der verbandsunabhängig die wissenschaftliche Entwicklung der Pflege vorantreiben sollte. Zwölf Gründungsmitglieder wählten an diesem 10. Mai 1989 einen Vorstand aus fünf Mitgliedern. Ruth Schröck (1931–2023) wurde Erste Vorsitzende, Gerda Kaufmann (* 1931) ihre Stellvertretung. Inge Vollstedt, Marianne Arndt (* 1946) und Hilde Steppe (1947–1999) vervollständigten den ersten Vorstand. In den folgenden Jahren entwickelten sich eine Vielzahl von pflegebezogenen und pflegewissenschaftlichen Studiengängen. Zusätzlich entstanden eine Reihe von Pflegeforschungseinrichtungen und -instituten.
Im Juni 2000 wurde der Name zu Deutscher Verein für Pflegewissenschaft verkürzt. 2005 erfolgte die Namensänderung in Deutsche Gesellschaft für Pflegewissenschaft, um der Akademisierung des Pflegebereiches besser Rechnung zu tragen. Trotz der inzwischen über 50 Pflegestudiengänge (Stand 2008) in verschiedenen pflegerelevanten Bereichen und einer deutlich weiterentwickelten pflegewissenschaftlichen Struktur, zu der die DGP entscheidend beigetragen hat, galt die deutsche Pflegewissenschaft als noch im Aufbau befindend und hatte den Anschluss an die internationale Pflegeforschung noch nicht erreicht.

### Vorstandsvorsitzende
Vorstandsvorsitzende waren Ruth Schröck (1989–1999) und Sabine Bartholomeyczik (1999–2009), gefolgt von Renate Stemmer (bis 19. März 2021). Seit 19. März 2021 nimmt Inge Eberl die Position der Vorstandsvorsitzenden ein. Inge Eberl wurde bei den Vorstandswahlen im März 2024 im Amt bestätigt.

### 30 Jahre DGP im Jahr 2019
Anlässlich des 30-jährigen Jubiläums im Jahr 2019 der DGP wurde konstatiert, dass der nachholende Charakter von beeindruckender Dynamik war, die disziplinär-inhaltliche Entwicklung jedoch bis zu diesem Zeitpunkt weiterhin als unzureichend angesehen werden muss. Die Konturen der Disziplin Pflegewissenschaft gelten als nach wie vor nur fragmentarisch abgesteckt. Es fehlen theoretische Grundlagen für eine mögliche Systematisierung pflegewissenschaftlicher Wissensbestände. Auch fehlt es nach wie vor an pflegewissenschaftlich fundierten Begründungszusammenhängen für Pflegeforschungsfragen. Im März 2022 wurde deshalb eine „AG Theorieentwicklung in der Pflegewissenschaft ins Leben gerufen“.
Am 17. Mai 2019 feierte die DGP ihren 30. Geburtstag mit einem Symposium in Berlin.